# Aureliano de Beruete
Aureliano de Beruete (Madrid, 27 de septiembre de 1845-Madrid, 5 de enero de 1912), fue un intelectual, pintor paisajista y político español. Doctor en Derecho por la Universidad de Madrid en 1867, llegó a ser diputado en las legislaturas de 1871, 1872 y 1905. Como artista, se formó en la Academia de Bellas Artes de San Fernando de Madrid donde fue alumno de Carlos de Haes; su holgada situación económica le permitiría dedicarse de lleno a la pintura. Entre sus primeros paisajes está la recreación de Orbajosa, villa imaginaria creada por Galdós como escenario de su novela Doña Perfecta; cuadro que regaló al escritor y que se conserva en la Casa-Museo Pérez Galdós de Las Palmas de Gran Canaria.
Amigo de pintores bien reputados de la época como su paisano Martín Rico, el aristócrata catalán Ramón Casas o el valenciano Joaquín Sorolla, que pintó dos de sus mejores retratos y que, a la muerte de Beruete, organizó en su palacete madrileño la primera exposición antológica del artista.
En los últimos años de su vida escribió algunos breves tratados sobre pintura y pintores, entre ellos una de las primeras monografías sobre Velázquez, cuya primera edición se imprimió en París en 1898 incluyendo un grabado de Léon Bonnat reproduciendo el autorretrato del pintor sevillano en Las meninas.
El Ayuntamiento de Madrid, en pleno de 25 de marzo de 1994, reconoció su labor y trabajo dedicando una calle en su honor en el distrito de San Blas Canillejas, merecido reconocimiento a su carrera y especial mención en su obra a Madrid y su entorno.
En la actualidad se está elaborando el Catálogo Razonado de su obra, que verá la luz a finales de 2023, según figura en la web www.beruete.es

## Biografía
Nacido Aureliano de Beruete y Moret (pero conocido como Aureliano de Beruete para diferenciarlo así de su hijo) en una familia de la élite socioeconómico-política. Cursó Derecho entre 1864 y 1867, mientras se iniciaba en la pintura de caballete con el pintor riojano Carlos Múgica, y visita el Museo del Prado como copista. Inició su carrera política con la década de 1870 como diputado electo en Cortes. El golpe de Estado de Pavía en 1873 lo apartó de la política, para dedicarse desde entonces y hasta su muerte a pintar paisajes, coleccionar obras y escribir ensayos de arte. En 1874, conoce a Carlos de Haes como alumno en su cátedra de paisaje en la Academia de Bellas Artes de Madrid, iniciando además una amistad reforzada por los numerosos viajes plenairistas  que comparten por la Sierra del Guadarrama y muy diversas zonas de la geografía peninsular, en especial la Cornisa Cantábrica. En todo ello influye el ideario krausistas del círculo de intelectuales y profesores universitarios encabezados por Nicolás Salmerón y Francisco Giner de los Ríos que, a partir del Colegio Internacional y luego la Institución Libre de Enseñanza, llevaron al mundo de las artes lo que luego se ha conocido como el espíritu noventayochista a partir de la estética castellana y su historia.

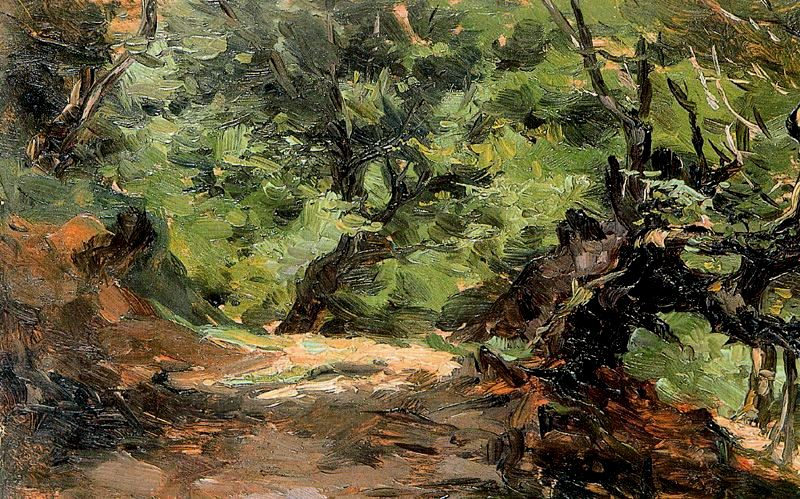
Árboles de Alsasua (apunte de 1876).

En 1877 se casó con su prima María Teresa Moret y Remisa, hija de Segismundo Moret y de Concepción de Remisa y rafo, y se involucró de lleno en el proyecto institucionista de Giner. Al año siguiente viajó a París, donde Aureliano conoce, a través de Rogelio de Egusquiza, un amigo común, a otro de sus referentes esenciales, el pintor Martín Rico, que le introduce en el grupo preimpresionista de Barbizón. A su regreso concurre por vez primera en las Exposiciones nacionales de Bellas Artes, obteniendo aquel año medalla de tercera clase. En los años inmediatamente siguiente realiza largas campañas «en plein-air» por Galicia y el País Vasco. En 1882 participa en la Exposición Internacional de Bellas Artes de Viena, y al año siguiente inicia su serie de ilustraciones para los Episodios nacionales de Galdós. En 1889 está en París formando parte del jurado de la Exposición Universal y al año siguiente realiza varios viajes por Gran Bretaña y los Países Bajos. 

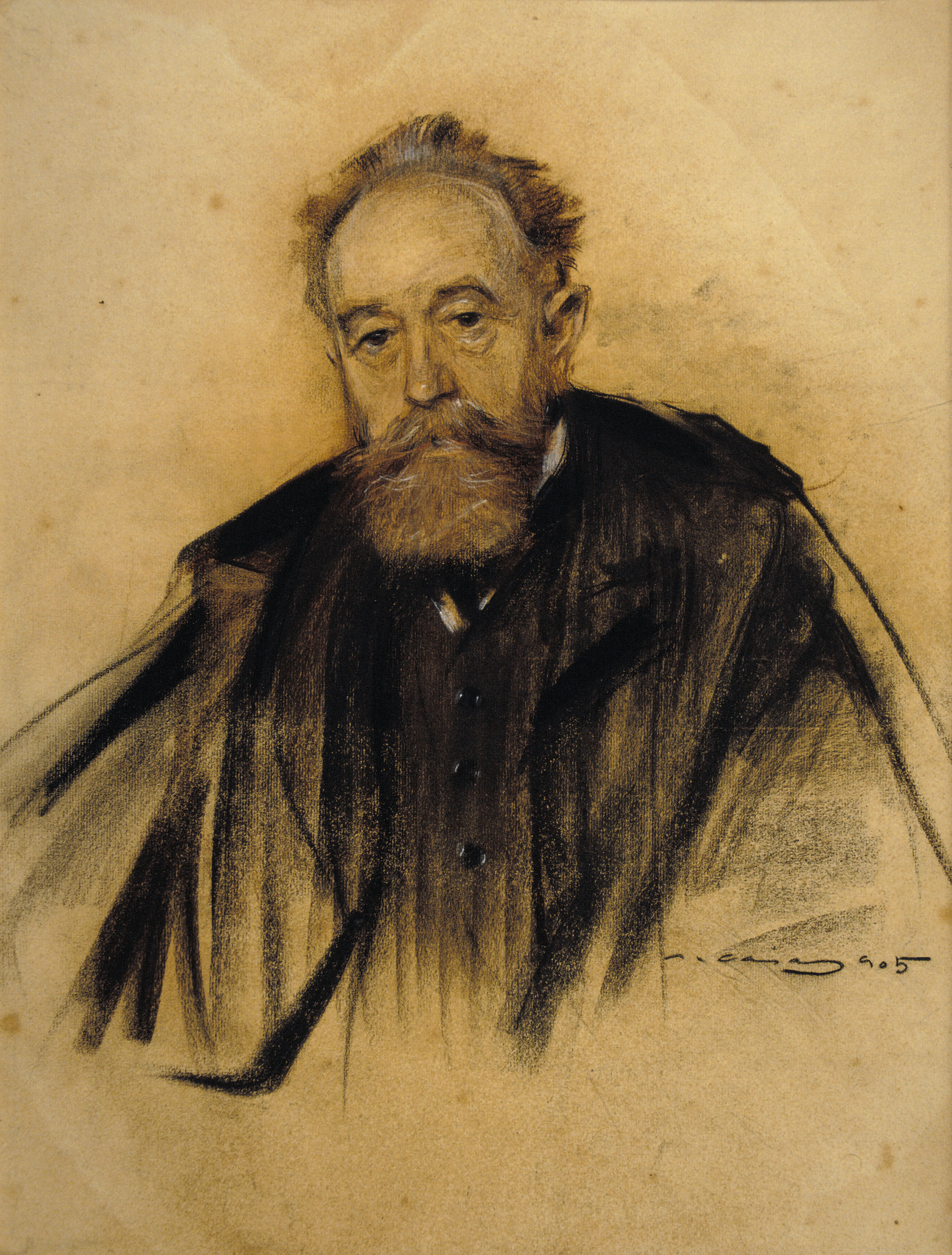
Retrato de Beruete por Ramon Casas, en 1905. MNAC

Los críticos estiman que a partir de 1891 la pintura de Beruete entra en su segunda etapa artística, influido por la temática y las técnicas velazqueñas, y abandonando de forma definitiva el academicismo en la composición del paisaje de su maestro Haes. Viajero infatigable, dentro y fuera de España, su afición a la música le llevó además a su cita anual con el Festival de Bayreuth. Paradójicamente, a medida que su arte crece y se personaliza su pintura, disminuye la estimación por ella en las exposiciones a las que concurre, demérito que no le impide pronunciar el discurso inaugural de la nueva Sala dedicada a Velázquez en el Museo del Prado en 1899.
Carmen Pena, especialista en paisaje y paisajismo, señala un último giro a partir de 1903 en la pintura de Beruete, postura que le llevará definitivamente a la estética impresionista, circunstancia que se ha relacionado con su amistad con Darío de Regoyos. En esa primera década del siglo XX, Aureliano continuó viajando y pintando en escenarios de los Alpes suizos, los Pirineos Orientales y el cinturón castellano limítrofe con Madrid (Toledo, Segovia, Guadalajara, Cuenca, Ávila). Expone en Buenos Aires (1904), participa en la Exposición Internacional de Barcelona de 1907, y al año siguiente es nombrado miembro de la Hispanic Society de Nueva York.
Visitante habitual de los balnearios de Vichy en los últimos años de su vida, Aureliano de Beruete murió de manera repentina en su casa de Madrid, el 5 de enero de 1912.

## Estilo

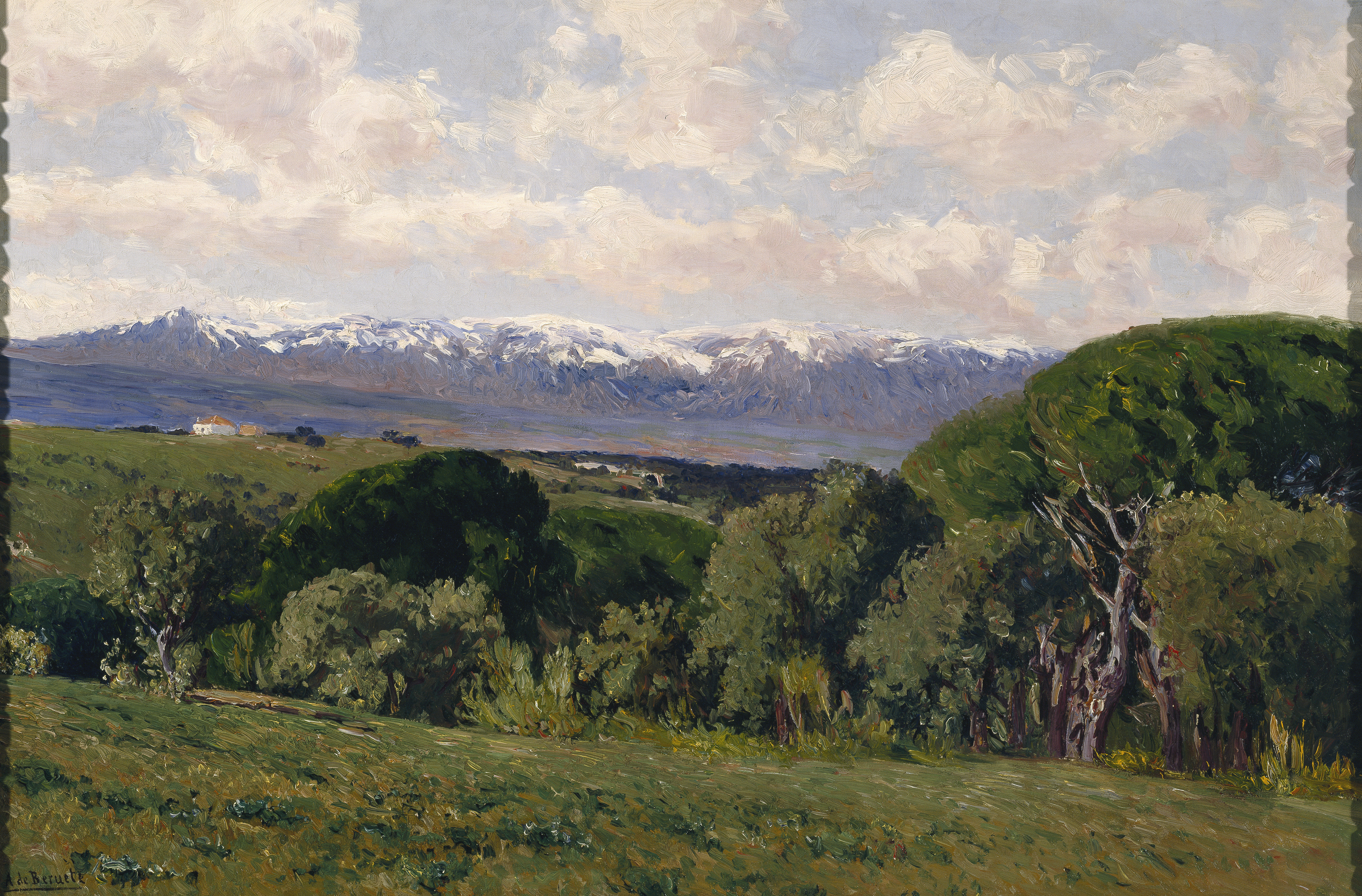
El Guadarrama desde el Plantío de los infantes (1910). Museo del Prado.

Tras un primer deslumbramiento como alumno y compañero de excursión de Carlos de Haes, tomando apuntes del natural que luego se trabajaban en el taller, Beruete viajó a París, donde Martín Rico le inició en el círculo de pintores «plenairistas» de la llamada escuela de Barbizon, perfeccionando y modificando a la vez sus técnicas y su afición por la pintura al aire libre. La pincelada precisa y académicamente más pesada evolucionó hacia unas formas más fluidas, más cercanas al estilo impresionista. Los encuadres recoletos dieron paso a las composiciones abiertas y luminosas. Entre las más frecuentes y originales perspectivas pueden destacarse las pintadas en los alrededores de la ciudad de Madrid, la de Toledo, o en la sierra del Guadarrama.
Se ha relacionado su visión del paisaje con la poética de la generación del 98, el regeneracionismo y más esencialmente con la filosofía de la Institución Libre de Enseñanza, de la que fue firme protector y profesor.

## Selección de obras

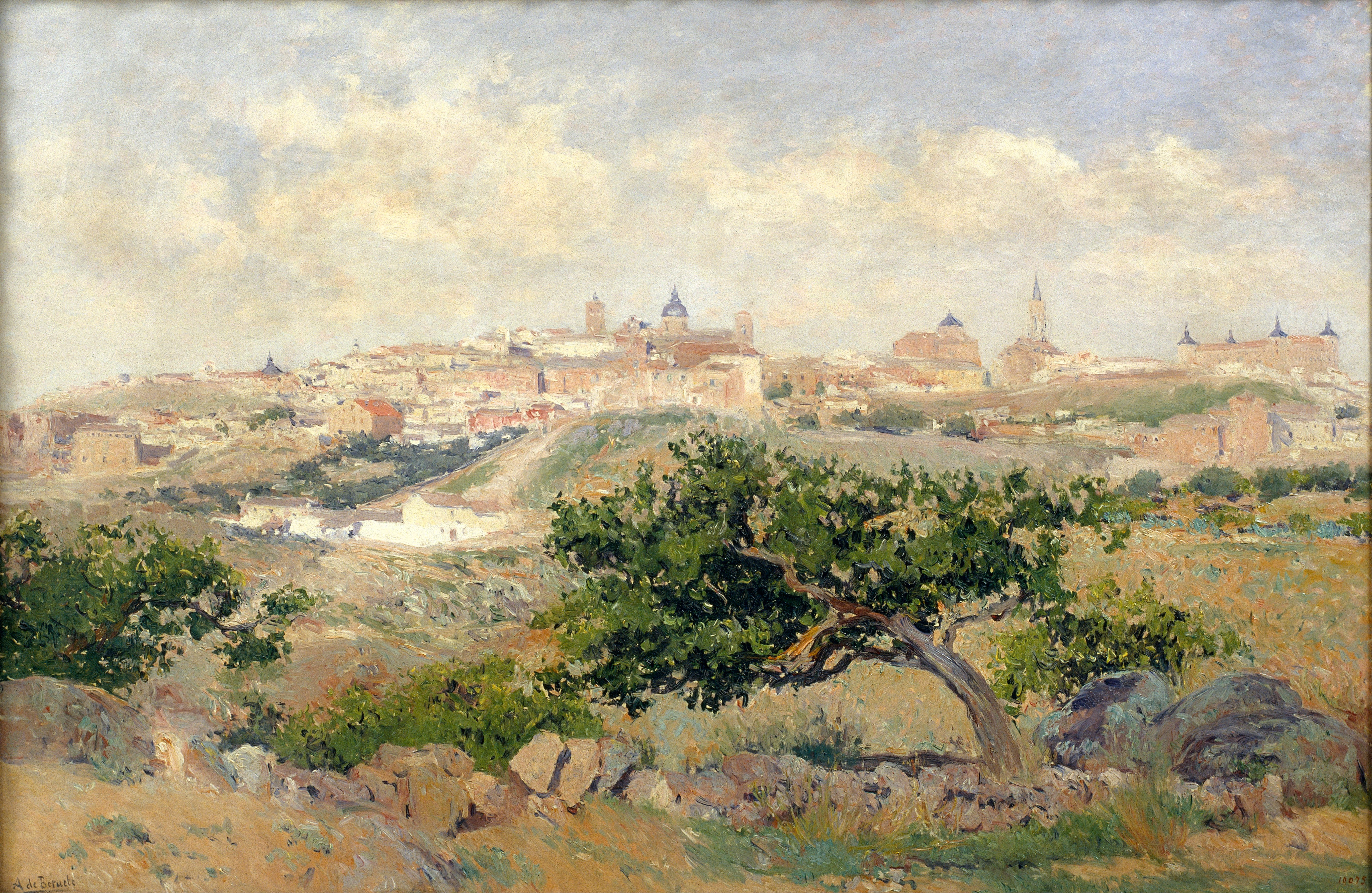
Vista de Toledo (1907). Museo Nacional de Arte de Cataluña.

- Vista de la vega baja desde el Cambrón: el río y sus riberas con la fábrica de armas al fondo, 1985
- Tren en la noche, 1891
- Paisaje de Torrelodones, 1891
- Vista del Guadarrama desde El Plantío 1901
- Lavaderos del Manzanares 1904
- El Tajo (Toledo), óleo sobre lienzo, 57 x 85 cm, firmado, 1905
- Afueras de Madrid (barrio de Bellas Vistas), óleo sobre lienzo, 57 x 81 cm, firmado, 1906
- Orillas del Manzanares (1907 Madrid), óleo sobre lienzo, 35 x 43 cm, firmado, 1907
- El Manzanares, óleo sobre lienzo, 58 x 81 cm, firmado, 1908
- Madrid desde el Manzanares, óleo sobre lienzo, 57 x 81 cm, firmado, 1908
- Pradera de San Isidro (La casa del sordo), óleo sobre lienzo,62 x 103 cm, firmado, 1909
- Paisaje de otoño (Madrid), óleo sobre lienzo, 66 x 95 cm, firmado, 1910
- Venta del Macho (Toledo), óleo sobre lienzo, 39 x 50 cm, firmado, 1911
- La tapia del Pardo, óleo sobre lienzo, 47 x 53 cm, firmado, 1911
- Espinos en flor (Plantío de Infantes, Madrid), óleo sobre lienzo, 66 x 100 cm, firmado, 1911
- Paisaje con río (Quimperle, Bretaña) 1911
- El Guadarrama, óleo sobre lienzo, 56 x 102 cm, firmado, 1911